# Kerstin Meyer
Kerstin Margareta Meyer Bexelius, född Meyer den 3 april 1928 i Stockholm, död 14 april 2020  i Enskede distrikt i Stockholm, var en svensk operasångerska (mezzosopran).

## Biografi
Meyer var dotter till Olof och Anna Meyer. Hon tog studentexamen 1948, och studerade efter det för bland andra Arne Sunnegårdh vid Musikhögskolan i Stockholm 1948–1952 och var anställd vid Kungliga Teatern (Operan i Stockholm) 1952–1961 och 1969–1981 samt vid Deutsche Oper i Berlin, vid Metropolitan i New York och Hamburgs statsopera 1962–1976. En strupcanceroperation 1984 avslutade hennes sångkarriär, och hon blev rektor vid Operahögskolan i Stockholm 1984–1994.
Hon debuterade på Operan 1952 i rollen som Azucena i Verdis Trubaduren. Det stora genombrottet kom 1954 som titelrollen i Göran Genteles uppsättning av Carmen. Andra stora roller var som Orfeus i Glucks Orfeus och Eurydike och som Brangäne i Wagners Tristan och Isolde. Förutom sina fasta anställningar gästspelade Meyer regelbundet på många stora operascener runt om i världen, till exempel Teatro alla Scala, Metropolitan, Wiener Staatsoper, Festspelen i Salzburg och Parisoperan. Sin avskedsföreställning gjorde Meyer i Rosenkavaljeren 1984. Hon framträdde i en talroll som Madame Armfeldt i Sommarnattens leende på Malmö Opera våren 2013.
Meyer var från 1974 gift med teatermannen och kulturjournalisten Björn Bexelius (1941–1997). De är begravda på Bromma kyrkogård.

## Priser och utmärkelser
- 1963 – Ledamot nr 713 av Kungliga Musikaliska Akademien
- 1963 – Hovsångare
- 1975 – Litteris et Artibus
- 1977 – Jussi Björlingstipendiet
- 1985 – Brittiska imperieorden
- 1987 – Professors namn
- 1994 – Illis Quorum
- 1999 – Medaljen för tonkonstens främjande
- 2007 – Teaterförbundets guldmedalj för "utomordentlig konstnärlig gärning"

## Diskografi (urval)
- Kerstin Meyer, mezzosopran. Norrköpings symfoniorkester. EMI 7C 061-35593.
- Kerstin Meyer, Elisabeth Söderström. (Duetter). Jan Eyron, piano. BIS Lp 17. Svensk mediedatabas.
- Svenska hovsångerskor. EMI CMCD 6350. Svensk mediedatabas.
- Beethoven, Symphony No. 9, Choral, Prometheus Overture. Berlin Philharmonic. Dirigent A. Cluytens. Angel Records/Seraphim. (http://www.amazon.co.uk) Läst 7 januari 2013.
- Gräfin Geschwitz i Alban Bergs Lulu. Dirigent L. Ludwig. EMI 7243 5 66619 2 9. (2 CD).
- Wagner in Stockholm. Recordings 1899–1970. Bluebell ABCD 091. Svensk mediedatabas.
- Titelrollen i Carmen. Live recording, Stockholm 1954. Bluebell ABCD 109.(2 CD).
- Nystroem, G., Songs by the sea etc. Swedish Society Discofil SCD 1039. Svensk mediedatabas.
- Great Swedish Singers, Kerstin Meyer. Blubell. ABCD 100. Svensk mediedatabas.
- Kerstin Meyer, Elisabeth Söderström Stenhammar, Rangström, de Frumerie, Nystroem. Jan Eyron, piano. Swedish Society Discofil SLT 33171.
- Annina i Richard Strauss Der Rosenkavalier. Dirigent Herbert von Karajan. EMI Classics 7243 5 56113 2 1. (3 CD).
- Octavian i Richard Strauss Der Rosenkavalier. Dirigent Silvio Varviso. Berlin 1959. Gala GL 100.619. (http://www.amazon.de)  Läst 7 januari 2013.
- Octavian i Richard Strauss Der Rosenkavalier. Dirigent Heinz Wallberg. Buenos Aires 1961. WLCD0341. (https://web.archive.org/web/20121230193453/http://www.mdt.co.uk/) Läst 7 januari 2013. Även på Opera Depot OD 10403-3. (http://www.operadepot.com). Läst 7 januari 2013.
- Didon i Berlioz Trojanerna. Caprice CAP 22054. Svensk mediedatabas.
- Famous Swedish opera singers: arias and scenes at the Royal Opera House in Stockholm. Gala GL 333. Svensk mediedatabas.
- Kerstin Meyer chante Johannes Brahms. Jacqueline Bonneau, piano. La Voix De son Maitre FALP 568. Svensk mediedatabas.
- Drottningholms slottsteater 1922-1992. Caprice CAP 21512. Svensk mediedatabas.
- Mahler, G., Symphony no. 3. Hallé Orchestra. Dirigent Sir John Barbirolli. BBC BBCL 4004-7. Svensk mediedatabas.
- Kraus, Joseph Martin, Funeral cantata for Gustave III of Sweden. Clarion Concerts Orchestra and Chorus. Dirigent Newell Jenkins. Vanguard VCS-10065. Svensk mediedatabas.
- Röster från Stockholmsoperan under 100 år. HMV 7C 153-35350. Svensk mediedatabas.
- Stravinsky, Oedipus Rex. London Philarmonic Orchestra. Dirigent Sir Georg Solti. Decca : 430 001-2. Svensk mediedatabas.
- Brangäne i Richard Wagners Tristan und Isolde. Med Birgit Nilsson, Wolfgang Windgassen. Bayreuther Festspiele. Dirigent Karl Böhm. Opera Depot OD 10071-3. (www.operadepot.com) Läst 7 januari 2013.
- Brangäne i Wagners Tristan und Isolde. Med Anja Silja, Hans Beirer. RAI Roma. Opera Depot OD 10243-3. (http://www.operadepot.com) Läst 7 januari 2013.
- Strauss, R. Der Rosenkavalier. (Avsnitt). Med Birgit Nilsson. Kungliga Hovkapellet. Dirigent Sixten Ehrling. Caprice CAP 22052. Svensk mediedatabas.
- Klytämnestra i Richard Strauss Elektra. Med Birgit Nilsson, Berit Lindholm, Erik Saedén. Kungliga Operan 17 september 1972. Hovkapellet. Dirigent Berislav Klobucar. House of Opera CD88948.(http://www.operapassion.com).
- Sånger och duetter med Dietrich Fischer-Dieskau. Jörg Demus, piano. DG 139328.

## Filmografi
- 1951 – Alice i Underlandet
- 1957 – Värmlänningarna

## Teater

### Roller
| År   | Roll                                  | Produktion                                             | Regi           | Teater        |
| ---- | ------------------------------------- | ------------------------------------------------------ | -------------- | ------------- |
| 1980 | Förgätmigej, försäljare av krimskrams | HMS Pinafore Arthur Sullivan och W. S. Gilbert         | Hans Alfredson | Oscarsteatern |
| 2013 | Madame Armfeldt                       | Sommarnattens leende Stephen Sondheim och Hugh Wheeler | Dennis Sandin  | Malmö Opera   |

### Fotnoter
1. 1 2 3  Svenskt kvinnobiografiskt lexikon, Göteborgs universitet, ISBN 978-91-639-7594-3, Svenskt kvinnobiografiskt lexikon-id: KerstinMargaretaMeyer, läs online, läst: 20 november 2023.[källa från Wikidata]
2. ↑  https://www.dn.se/familj/dodsannonser/#/CaseInline/645901?query=Kerstin%20meyer
3. ↑  Svenska Dagbladet 14 april 2020
4. ↑  Dagens Nyheter 14 april 2020
5. ↑  Ratsit.se 15 april 2020
6. 1 2  Minnesruna i Svenska Dagbladet 2020-05-02 s. 42.
7. ↑  SR.se 12 augusti 2013: Kerstin Meyer, läst 25 januari 2015
8. ↑  Malmö Opera Arkiverad 25 september 2015 hämtat från the Wayback Machine.
9. ↑  Sveriges befolkning 1990, CD-ROM, Version 1.00, Riksarkivet (2011).
10. ↑  Sveriges Dödbok 1901–2009, DVD-ROM, Version 5.00, Sveriges Släktforskarförbund (2010).
11. ↑  SvenskaGravar
12. ↑  Leif Zern (19 maj 1980). ”'Pinafore' på Oscars: Fullträff till hundra procent”. Dagens Nyheter:  s. 20. http://arkivet.dn.se/arkivet/tidning/1980-05-19/135/20. Läst 22 augusti 2015.
13. ↑  ”Sommarnattens leende”. Malmö Opera. Arkiverad från originalet den 25 september 2015. https://web.archive.org/web/20150925085032/http://www.malmoopera.se/forestallningar/sommarnattens-leende. Läst 24 september 2015.